# Stackenberger Bach
| Zuläufe und Bauwerke \| Stackenberger Bach \| Stackenberger Bach \| Stackenberger Bach \| Stackenberger Bach \| Stackenberger Bach \| \| ------------------ \| ------------------ \| ------------------ \| ------------------------ \| ------------------ \| \| Legende \| \| \| \| \| \| \| Wuppertal \| \| Wuppertal \| \| \| \| \| \| \| \| \| \| \| \| \| \| \| \| Bundesautobahn 46 \| \| \| \| \| \| \| \| \| \| \| \| \| \| Friedhof Ehrenhainstraße \| \| \| \| \| \| \| \| \| \| \| \| \| \| \| \| \| \| \| \| \| \| \| \| \| \| \| \| \| \| \| \| \| \| \| \| \| \| \| \| \| \| \| \| \| \| \| \| \| \| \| Rottscheidter Bach \| \| \| \| \| |                   |  |                          |  |
| Stackenberger Bach |                   |  |                          |  |
| Legende |                   |  |                          |  |
| | Wuppertal         |  | Wuppertal                |  |
| |                   |  |                          |  |
| |                   |  |                          |  |
| | Bundesautobahn 46 |  |                          |  |
| |                   |  |                          |  |
| |                   |  | Friedhof Ehrenhainstraße |  |
| |                   |  |                          |  |
| |                   |  |                          |  |
| |                   |  |                          |  |
| |                   |  |                          |  |
| |                   |  |                          |  |
| |                   |  |                          |  |
| |                   |  |                          |  |
| |                   |  |                          |  |
| Rottscheidter Bach |                   |  |                          |  |

Der Stackenberger Bach ist ein 2,025 Kilometer langer Bach im Wuppertaler Stadtteil und Stadtbezirk Vohwinkel. Der Bach, ein Zufluss der Wupper, ist gleichzeitig Namensgeber für die Straßen namens Stackenbergstraße und Alt Stackenberg.

## Etymologie
Stackenberg ist eine alte Ortsbezeichnung, um 1100 als „Stakelenberg“ und um 1250 als „de Stakelberg“ erwähnt. 1409 wurde er als Adelssitz und 1453 in einem Lehnsbrief als Gutshof erwähnt. Der Name wird als Bezug zu einem Stock = Baumstumpf gedeutet, nach einer anderen Deutung auf Staken (= Stangen). Wahrscheinlicher ist der Bezug zu einem Personennamen „Stakilo“.

## Topografie
Der Bach entspringt in rund 252 Meter NN in einem locker bebauten Gebiet, in der Nähe der Ehrenhainstraße, im Süden des Wuppertaler Stadtteils Vohwinkel. Er fließt verrohrt zunächst in nordwestlicher Richtung und rund 180 Meter nach seiner Quelle unterquert er die Bundesautobahn 46 (A 46). Nach der Unterquerung fließt er weiter verrohrt westlich des evangelischen Friedhofs Ehrenhainstraße entlang in nördlicher Richtung.
Nach rund 530 Metern kommt er in einem kleinen, von Bäumen umsäumten Bachtal zwischen dem Friedhof und einem Feld zu Tage. Nach weiteren 330 Metern bildet er einen kleinen Teich in einer Grünanlage in der Nähe einer Kindertagesstätte. Danach verläuft er verrohrt weiter und folgt dem Verlauf der Ehrenhainstraße, später der Stackenbergstraße.
Unter der Stackenbergstraße, an der Einmündung zur Blücherstraße, wendet sich 1200 Meter nach der Quelle verrohrt die Fließrichtung und der Bach wird unterhalb der Blücherstraße nach Osten gelenkt, bis die Haeselerstraße erreicht ist, um dann in nordöstliche Richtung gelenkt zu werden. An der Buchenhofener Straße, in der Nähe der Schwebebahnstation Hammerstein, vereinigt sich der Stackenberger Bach in rund 149 Meter Höhe über Null mit dem Rottscheidter Bach und als Rottscheidter Bach mündet er rund 100 Meter weiter in die Wupper.

## Geschichte
Die Straße Stackenberg (gemeint ist hier Alt Stackenberg) wird erstmals im Adressbuch 1928/29 notiert, die Straße Alt Stackenberg erhält am 11. November 1987 ihren Namen. Die Stackenbergstraße erhielt am 8. März 1900 ihren Namen, wurde zwischen dem 18. Juni 1919 und 1935 Jägerstraße genannt.
Gut Stackenberg wurde bei einer Erbteilung 1598 Hermann von Hammerstein zugesprochen, einem Angehörigen von Rittergut Hammerstein.
Der Gutshof wurde in der zweiten Jahreshälfte 1973 abgetragen, entgegen der ursprünglichen Planung blieb der Teich mit seinem alten Baumbestand erhalten.